# Hydropsyche simulata
Hydropsyche simulata är en nattsländeart som beskrevs av Martin E. Mosely 1942. Hydropsyche simulata ingår i släktet Hydropsyche och familjen ryssjenattsländor. Inga underarter finns listade i Catalogue of Life.